# Schützenfest
La Schützenfest se trata de una volksfest celebrada en verano en Alemania, y que consiste en realizar diversos juegos de competición a base de puntería con armas de fuego sobre un águila de madera. Al ganador de la competición se lo llama Schützenkönig. El nombre de esta fiesta en alemán significa Fiesta de tiradores. Tradicionalmente en la antigüedad se realizaba con el motivo de mantener entrenados y dispuestos tiradores para la defensa a los habitantes de las ciudades.
Hoy en día es una fiesta llena de tradición, que se celebra regularmente cada año a comienzos del verano en muchas de las ciudades de Alemania, la más grande Schützenfest del mundo toma parte en Hannover cada año.